# Arta mayașă antică
Arta mayașă antică cuprinde artele materiale ale civilizației mayașe, o cultură mesoamericană de est și de sud-est, care s-a conturat în cursul Perioadei Preclasice ulterioare (500 î.Hr. - 200 d.Hr.). Cea mai mare dezvoltare artistică a avut loc în cele șapte secole ale Perioadei Clasice (circa 200 - 900 d.Hr.). Arta maya antică a trecut apoi printr-o fază Postclasică extinsă, înainte ca conflictele secolului al XVI-lea să distrugă cultura curteană și să pună capăt tradiției artistice mayașe. Au existat multe stiluri regionale, care nu coincid întotdeauna cu limitele schimbării politicilor mayașe. Formele de artă tradițională au supraviețuit în principal în țesături și proiectarea caselor țărănești. Au existat mai multe stiluri regionale, care nu corespundeau mereu cu granițele statului mayaș. Olmecii, teotihuacánii și toltecii au influențat arta mayașă.

## Istoria artei mayașe
În urma publicațiilor din secolul al XIX-lea și începutul secolului al XX-lea privind arta și arheologia mayașă de către John Lloyd Stephens, Frederick Catherwood, Alfred Maudslay, Teoberto Maler și Désiré Charnay, care pentru prima dată au pus la dispoziție desene fiabile și fotografii ale marilor monumente clasice mayașe, publicația din 1913 a lui Herbert Spinden, Un studiu al artei mayașe - acum cu peste un secol în urmă - a pus bazele tuturor evoluțiilor ulterioare ale istoriei artei mayașe (inclusiv iconografie).

## Arhitectura
Amplasarea orașelor mayașe și, mai ales, a centrelor de ceremonii în care locuiau familiile regale și curtenii, se caracterizează prin podele orizontale imense ale unor piețe situate adesea la diferite nivele, conectate cu scări mari, adesea abrupte, și depășite de piramidele templelor. În timpul domniilor succesive, principalele clădiri au fost lărgite prin adăugarea de noi straturi de umplutură și straturi de stuc. Canalele de irigație, rezervoarele și canalizările constituie infrastructura hidraulică. În afara centrului de ceremonii (în special în zona de sud, uneori asemănătoare cu o acropolă), erau construcțiile nobililor mai mici, ale unor temple mai mici și individuale.

El Castillo (Piramida lui Kukulkan) în Chichén Itzá (Mexic)
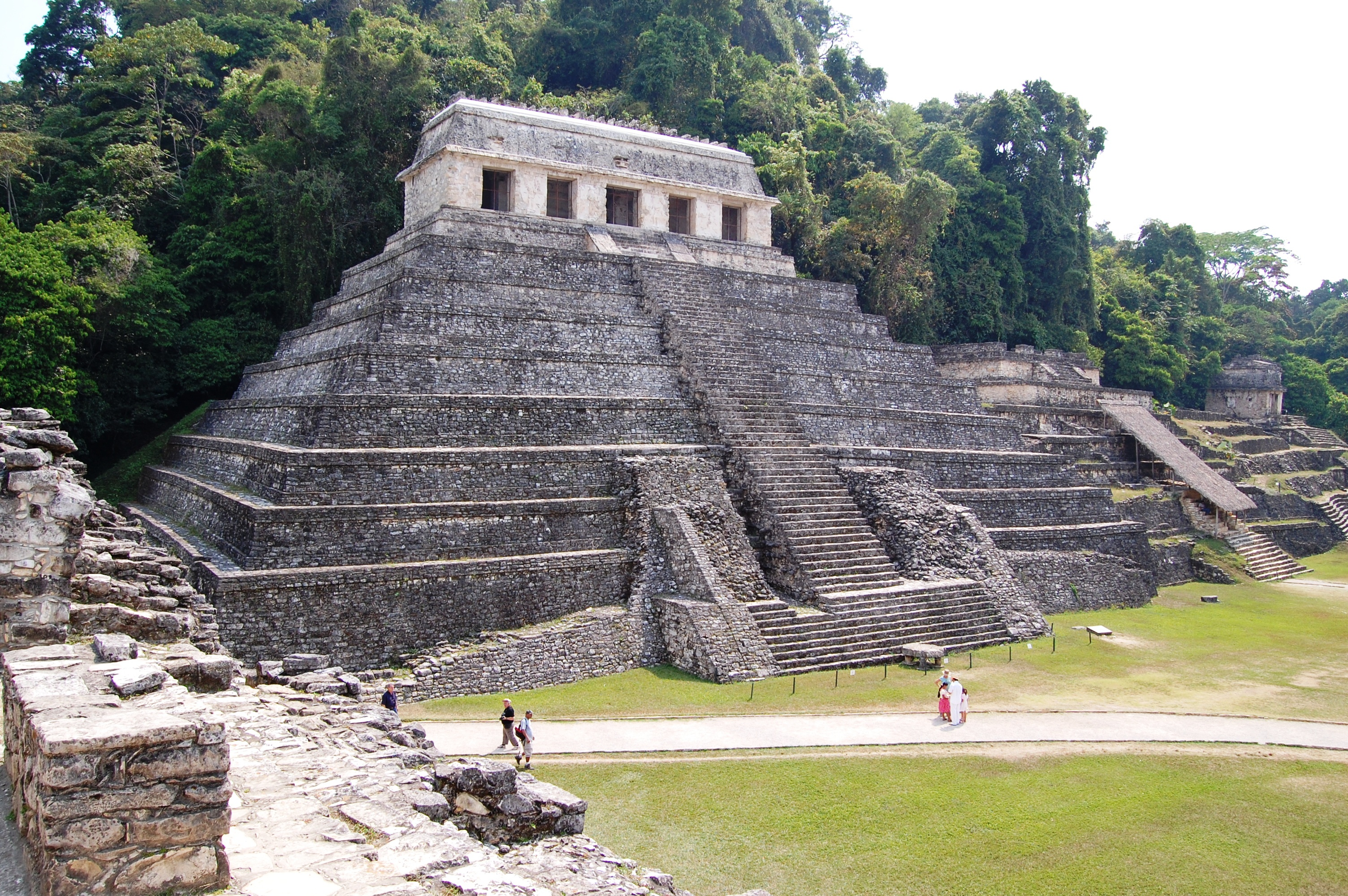
Templul Inscipțiilor din Palenque (Mexic)
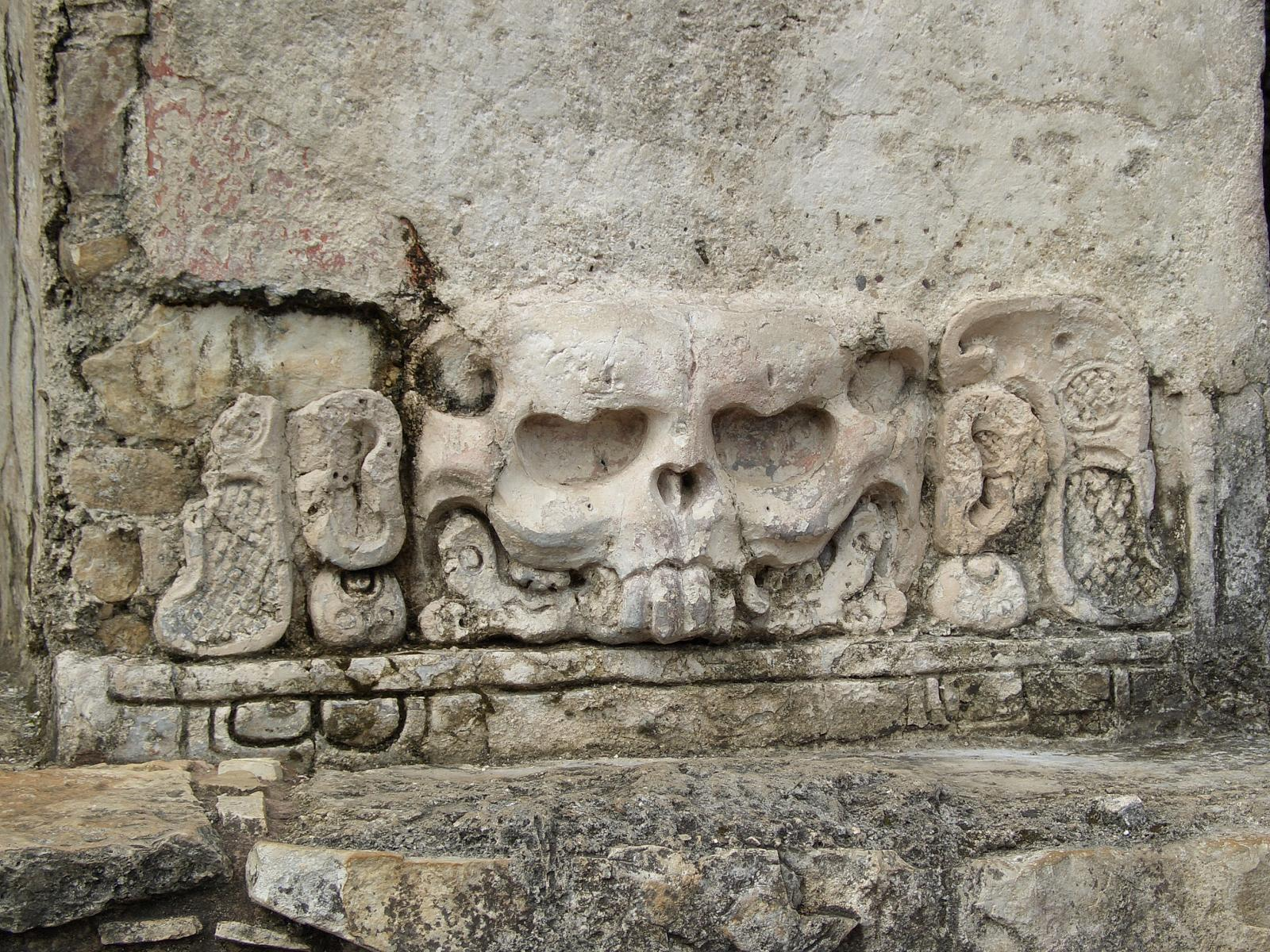
Detaliu de la Templul Craniului (Palenque)
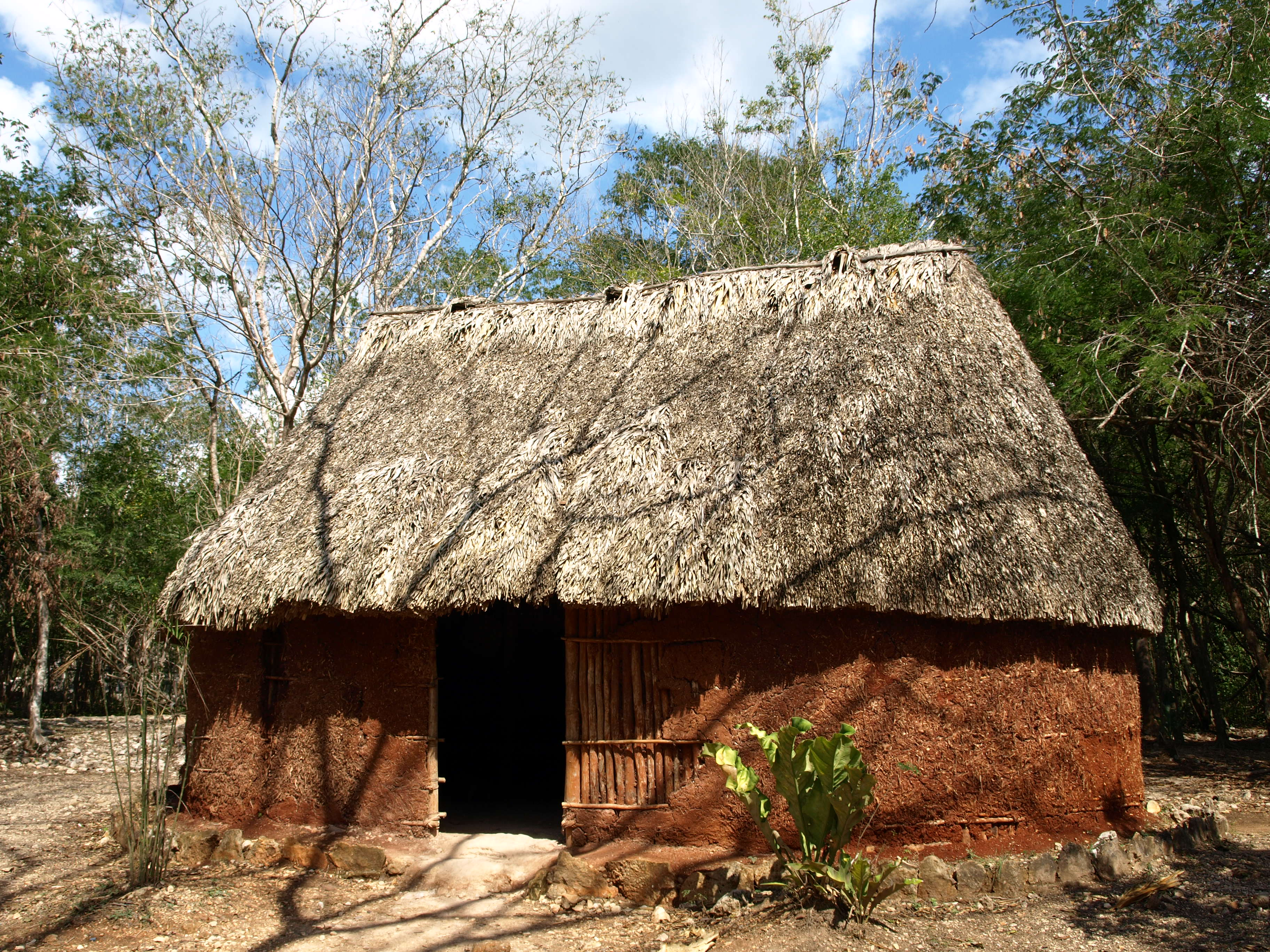
Model al unei case mayașe tradiționale la Chichén Itzá

## Sculptura în piatră
Principalul stil preclasic al sculpturii mayașe este acela de la Izapa, o așezare mare pe coasta Pacificului, unde s-au găsit mai multe stele și altare (în formă de broască), acestea prezentând motive ce apar și în arta olmecă. Stelele, majoritatea fără inscripții, prezintă adesea subiecte mitilogice sau narative, în unele apărând mitul Gemenilor din Popol Vuh.

### Tipuri de sculpturi în piatră
- Stelele - ele sunt mari, uneori fiind decorate și cu inscripții. Tipic perioadei Clasice, ele descriu conducătorii orașelor în care ele se aflau, des dechizați ca zei. Cu toate că fețele conducătorilor mayași sunt reprezentate într-un stil naturalistic. Cele mai cunoscute stele sunt din Copán sau din apropiere de Quiriguá. Nu s-au găsit stele signifiante la Palenque.
- Panourile & tablele erau și ele sculptate cu caracter politic sau nataiv, dar acestea erau pe pereții clădirilor și ai altarelor.

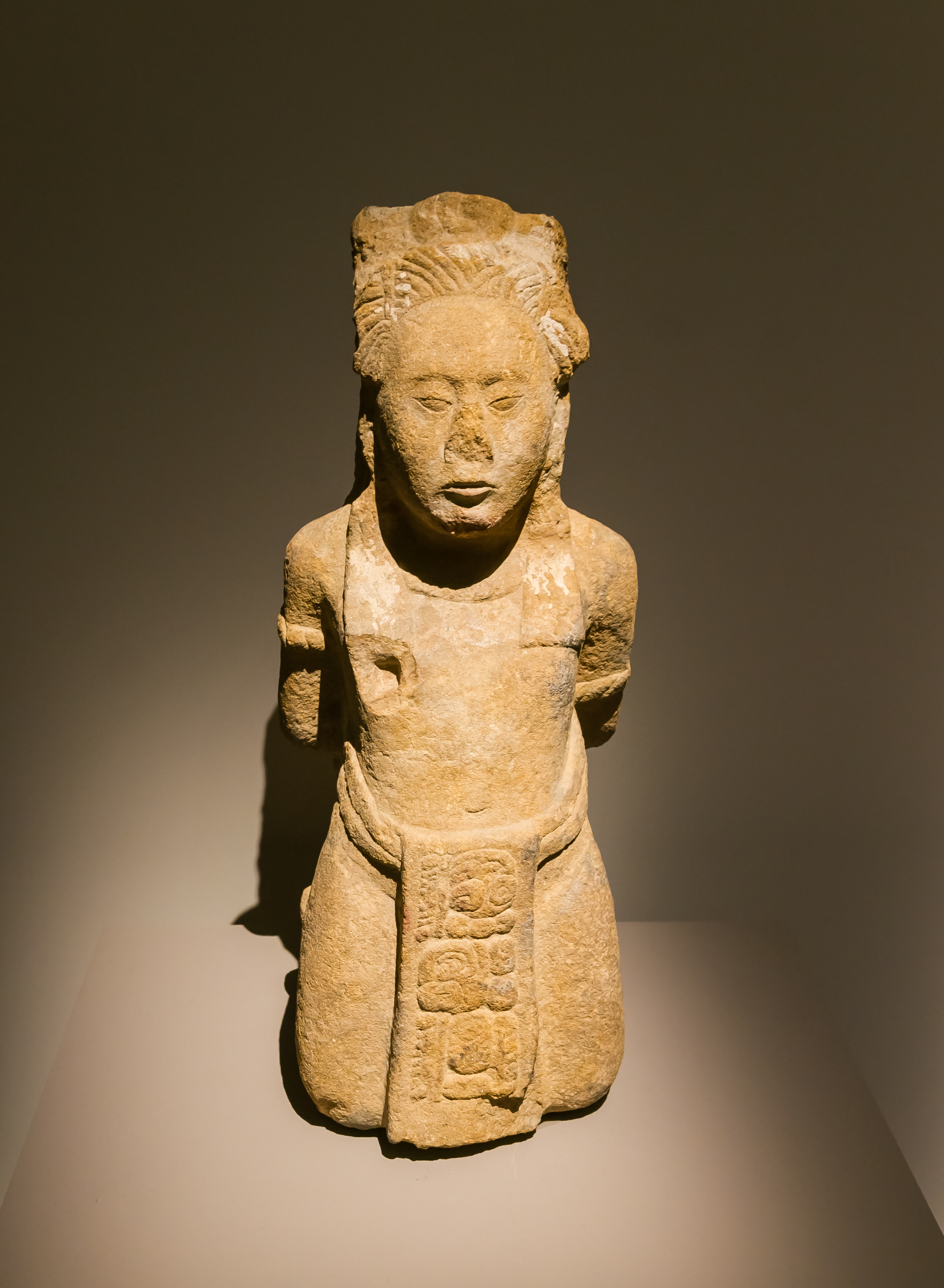
Statuie care reprezintă un prizonier; 600-900 d.Hr.; calcar; de la Toniná (Mexic); Musée du quai Branly – Jacques Chirac (Paris)
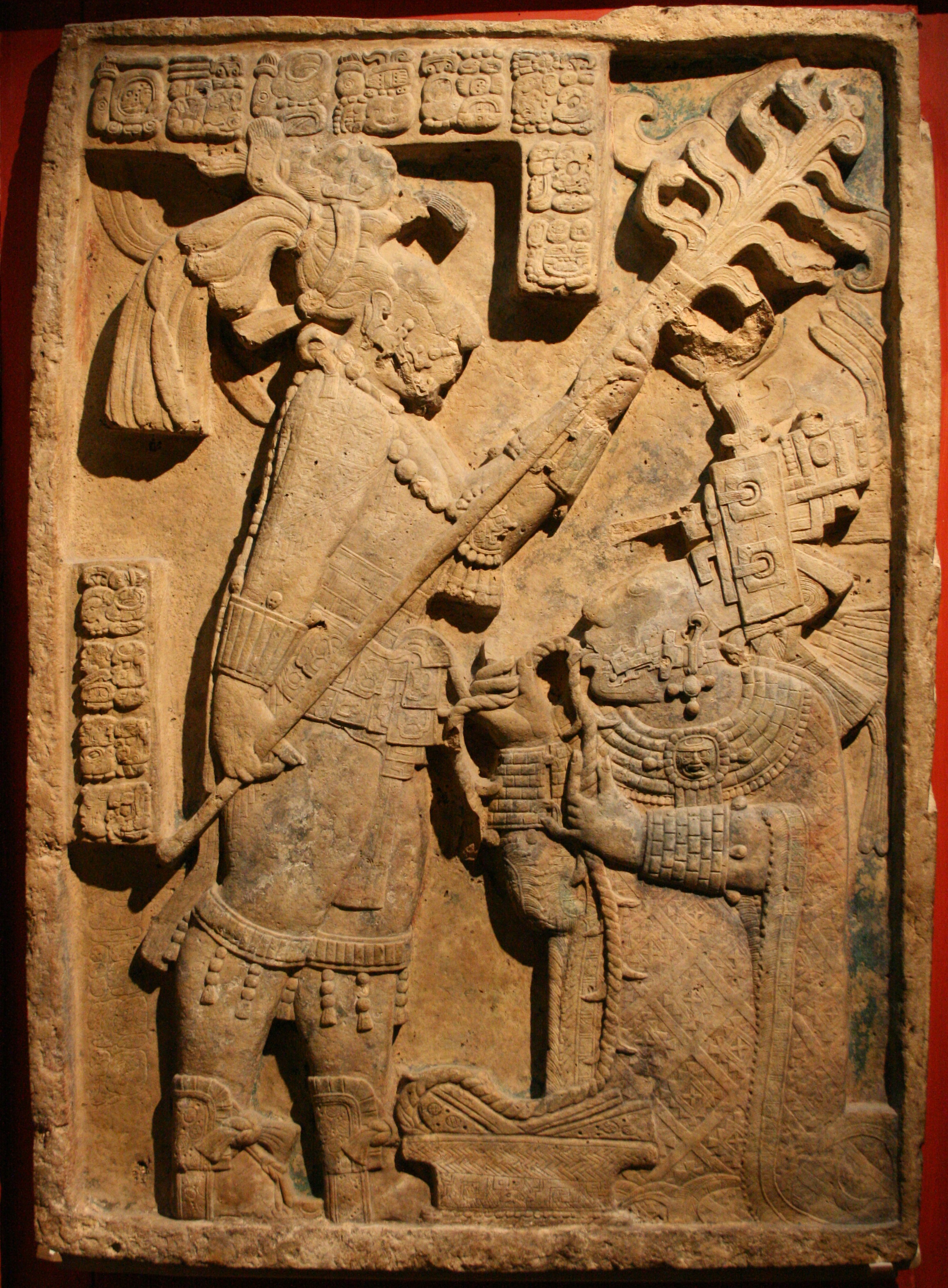
Unul dintre buiandrugurile Yaxchilan, cel de aici prezentând un ritual cu lăsate de sânge făcut de regele Yaxchilanului, și soția lui, Doamna K’ab’al Xook; 723–726; calcar; înăltime: 108 cm, lățime: 78 cm; British Museum (Londra)
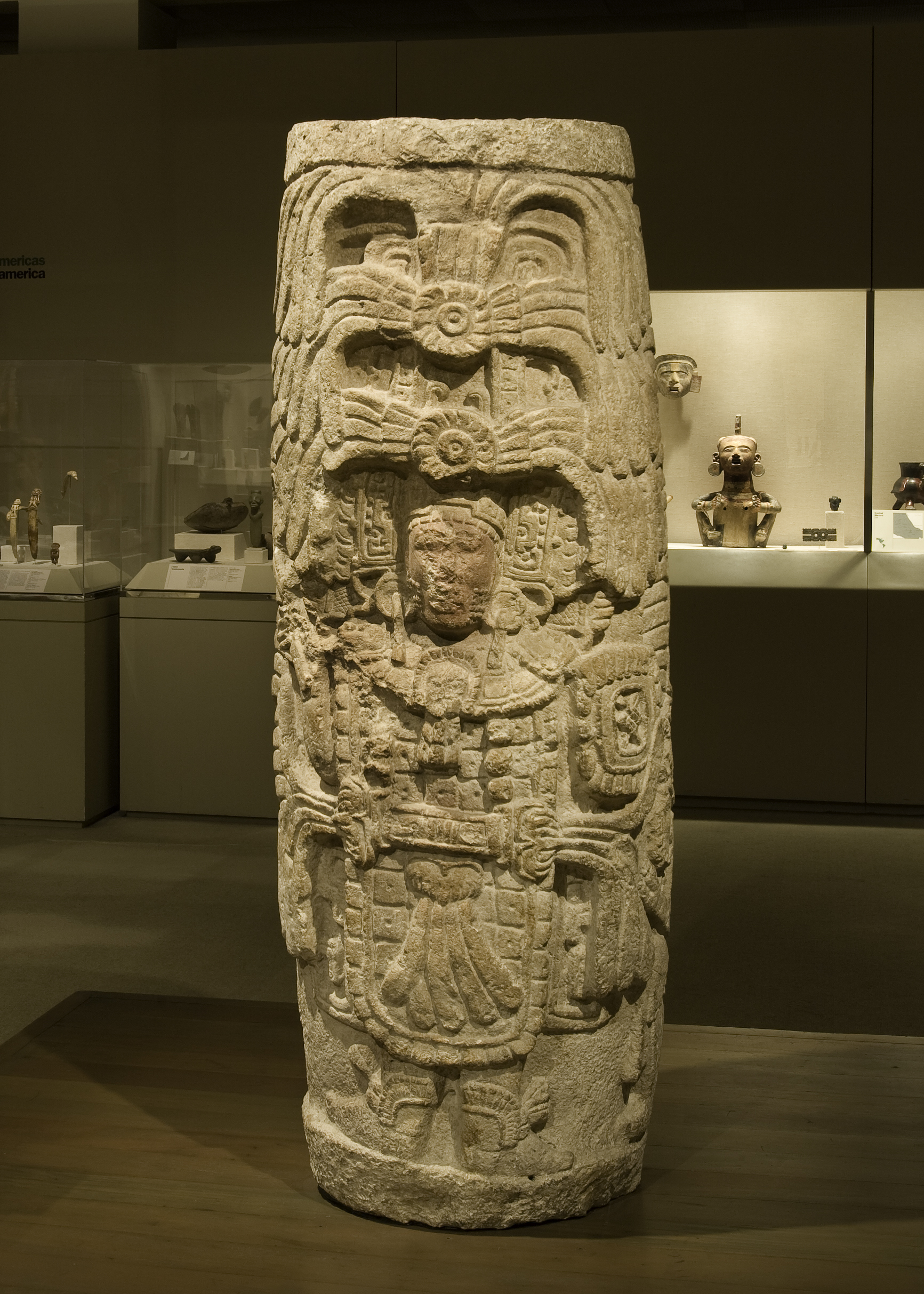
Coloană cu o figură costumată; circa secolele al XVIII-lea-al IX-lea; calcar; înălțime: 173,4 cm, lățime: 73,7 cm; Muzeul Metropolitan de Artă (New York City)
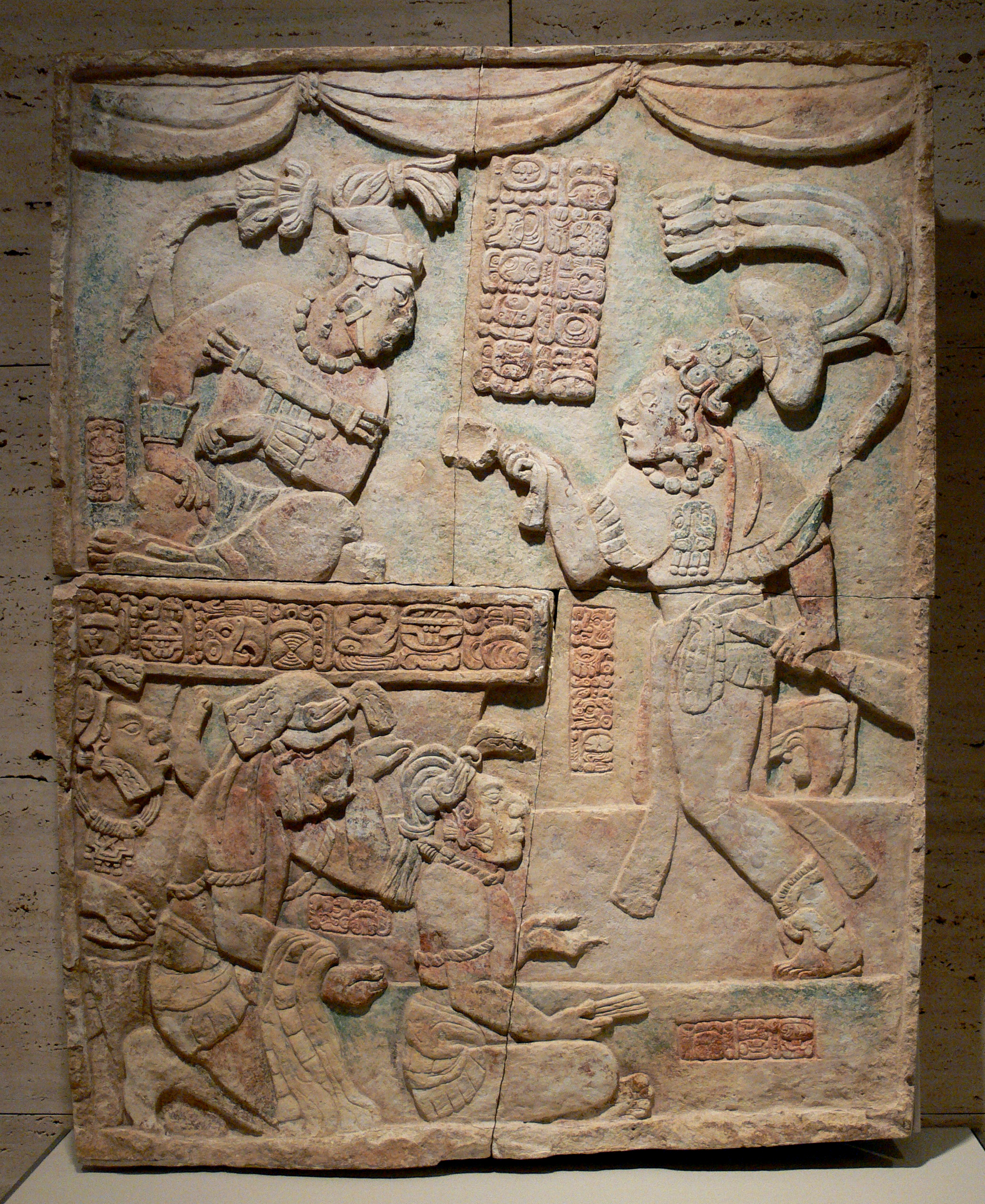
Relieful în care apare Aj Chak Maax prezentându-i unui conducător mayaș niște prizonieri; 22 august 738; calcar cu urme de pigmenți; înălțime: 1,15 m; Muzeul de Artă Kimbell (Fort Worth, Texas, SUA)

## Sculptura în lemn

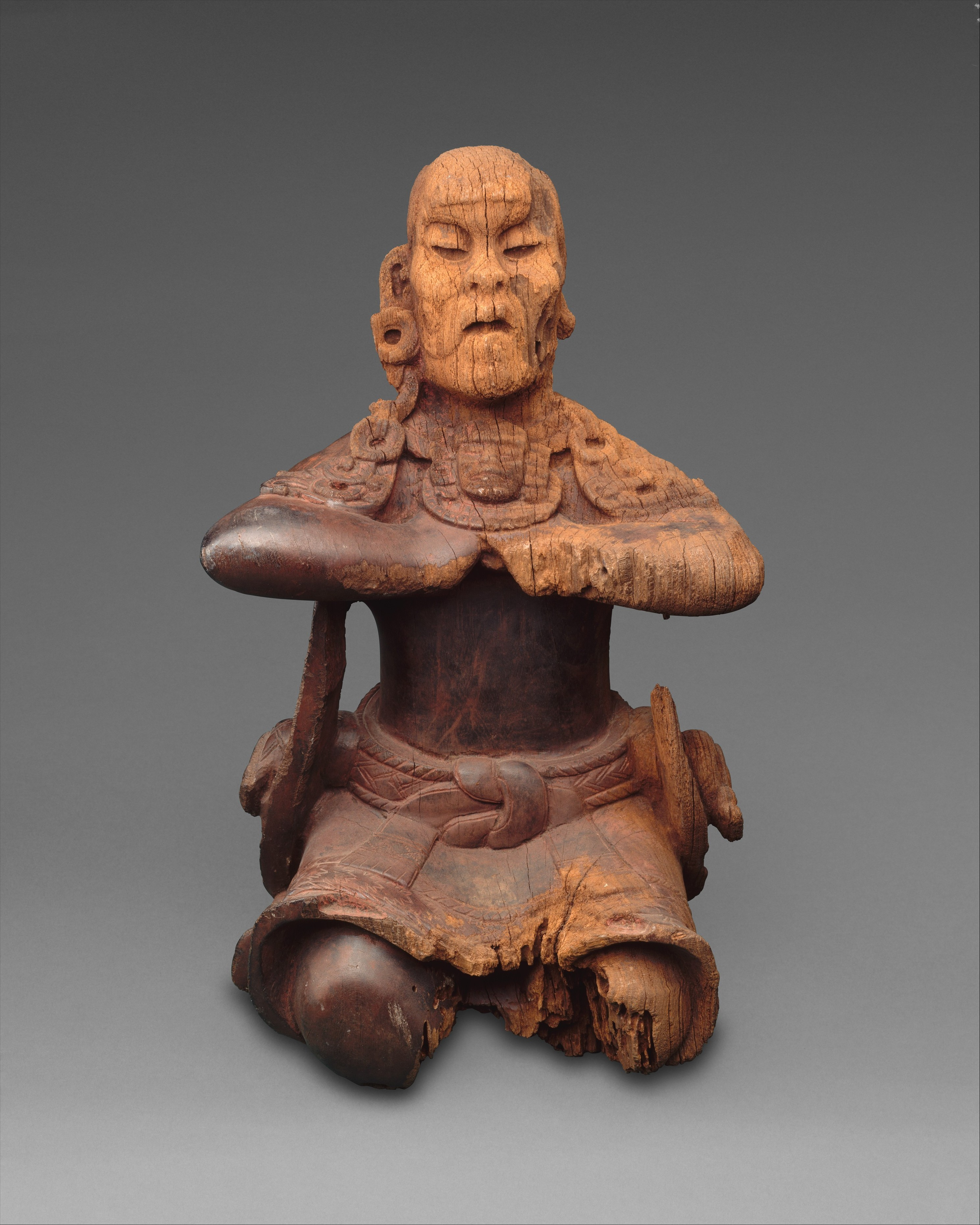
Posibil purtător de oglinzi; secolul al VI-lea; lemn și hematit roșu; înălțime: 35,9 cm; Muzeul Metropolitan de Artă (New York City)

Se crede că sculpturile de lemn erau cândva extrem de populare, dar doar câte exemplare au supraviețuit. Majoritatea sculpturilor de lemn din secolul al XVI-lea, considerate obiecte de idolatrie, au fost distruse de autoritățile coloniale spaniole.

## Folosirea mineralelor și a metalelor

### Folosirea jadului
Obiectele de jad sunt printre cele mai impresionante artefacte pe care mayașii ni le-au lăsat. Majoritatea lor datează din perioada Clasică. Cele mai vechi nu sunt prea sofisticate, ele fiind mărgele simple găsite în morminte din Belize care datează din 1200 î.e.n. - 900 î.e.n.. La vremea aceea, tăierea pietrelor a fost dezvoltată înalt de olmeci, ei lucrând cu jadul înaintea mayașilor.
În Mesoamerica, jadul se găsește numai ca jadeit, nefritul și alte varietăți ale jadului neexistând aici. Totuși, în acesta zonă a Mesoamericii numele de „jad” este un termen colectiv pentru un număr de alte minerale vrezi și albastre, ca diopsitul, crisopazul, albitul, serpentinul și combinații de jadeit și diopsit. În limba mayașă clasică exista un termen ce denumea verdele-albăstrui, care era yax (pronunție: [ɪaʃ]). În nicio limbă mesoamericană nu exista vreun cuvânt pentru verde sau unul pentru albastru, folosindu-se unul pentru albastru-verzui, termenul de mai înainte fiind cel din limba mayașă clasică. 
Pentru o durată lungă de timp, nu se știa nimic despre sursele de jad din Mesoamerica. Perioada asta s-a terminat în anii’ 70, atunci când este descoperită valea râului Motagua din Guatemala. Investigații mineralogice au arătat că tot jadeitul procesat în zona mayașilor și în restul Mesoamericii provine din valea asta. Materialul brut se găsește sub formă de pietre sau pietre desprinse, putând să fie de la forma pietrișului până la roci cu greutăți de câteva sute de kilograme. 
Totuși, minereurile nu erau procesate doar în apropierea văii de unde se extrăgeau, fiind transportate pe distanțe lungi. Jad extras din valea râului Motagua s-a descoperit și ìn Honduras și Costa Rica. În provincia Guanacaste a Costa Ricăi a fost descoperit jad gravat de artiști mayași. 
Jadul era procesat prin intermediul celor mai simple metode. Mineralul putea să fie tăiat cu frânghii, o bucată de lemn de esență tare, sau chiar ardezie, unealta fiind deplasată înainte și înapoi peste bucata de jad cu ajutorul unui a ceva abraziv cum ar fi nisip, obsidian zdrobit sau chiar praf de jad. 
Pe lângă purtarea obiectelor de jad ca bijuterii, erau folosite și în timpul înmormântărilor și al ritualurilor. Tipurile de bijuterii la care era folosit jadul sunt: mărgele, pandantive, coliere, bobine de urechi, benzi pentru picioare, curele, pectorale și alte tipuri. Mici reliefuri de jad erau o alegere populară pentru bijuteriile pentru piept, așa cum se poate vedea în numeroasele reprezentări ale demnitarilor mayași.

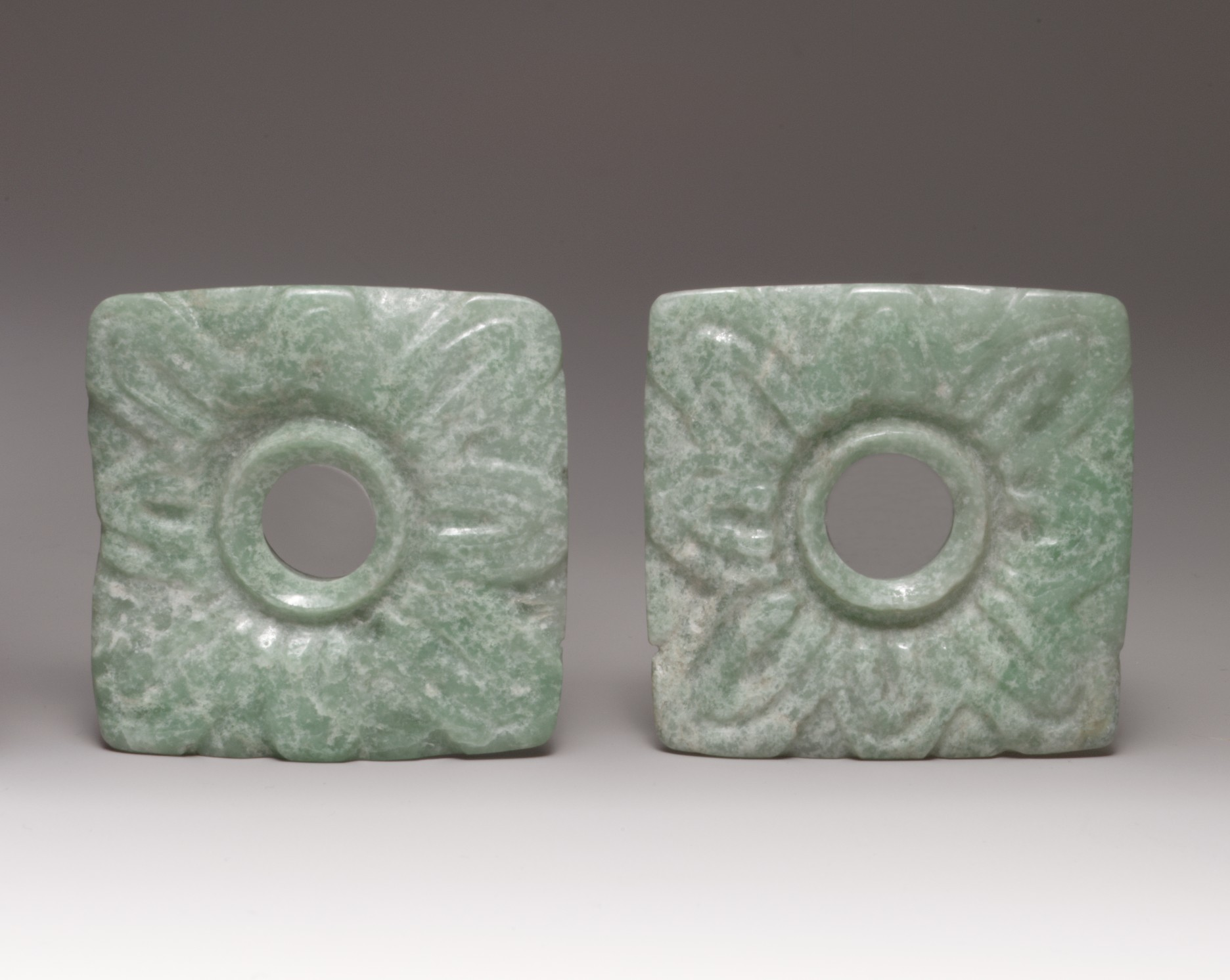
Pereche de cercei; circa secolele al III-lea-al VI-lea; jadeit; înălțime: 5,1 cm; Muzeul Metropolitan de Artă (New York City)
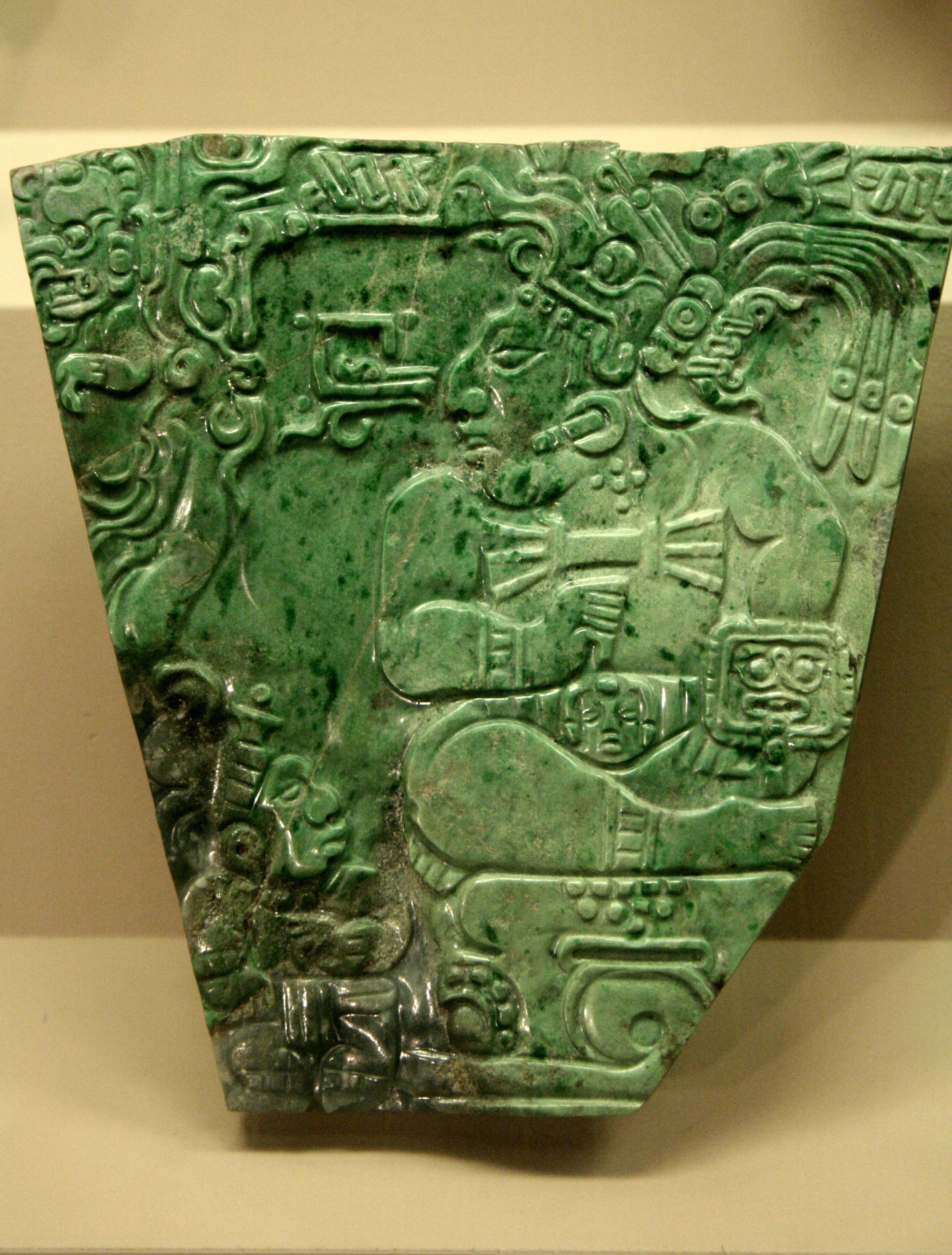
Placă cu un rege mayaș; 400-800; jad; înălțime: 14 cm, lățime: 14 cm; British Museum (Londra)
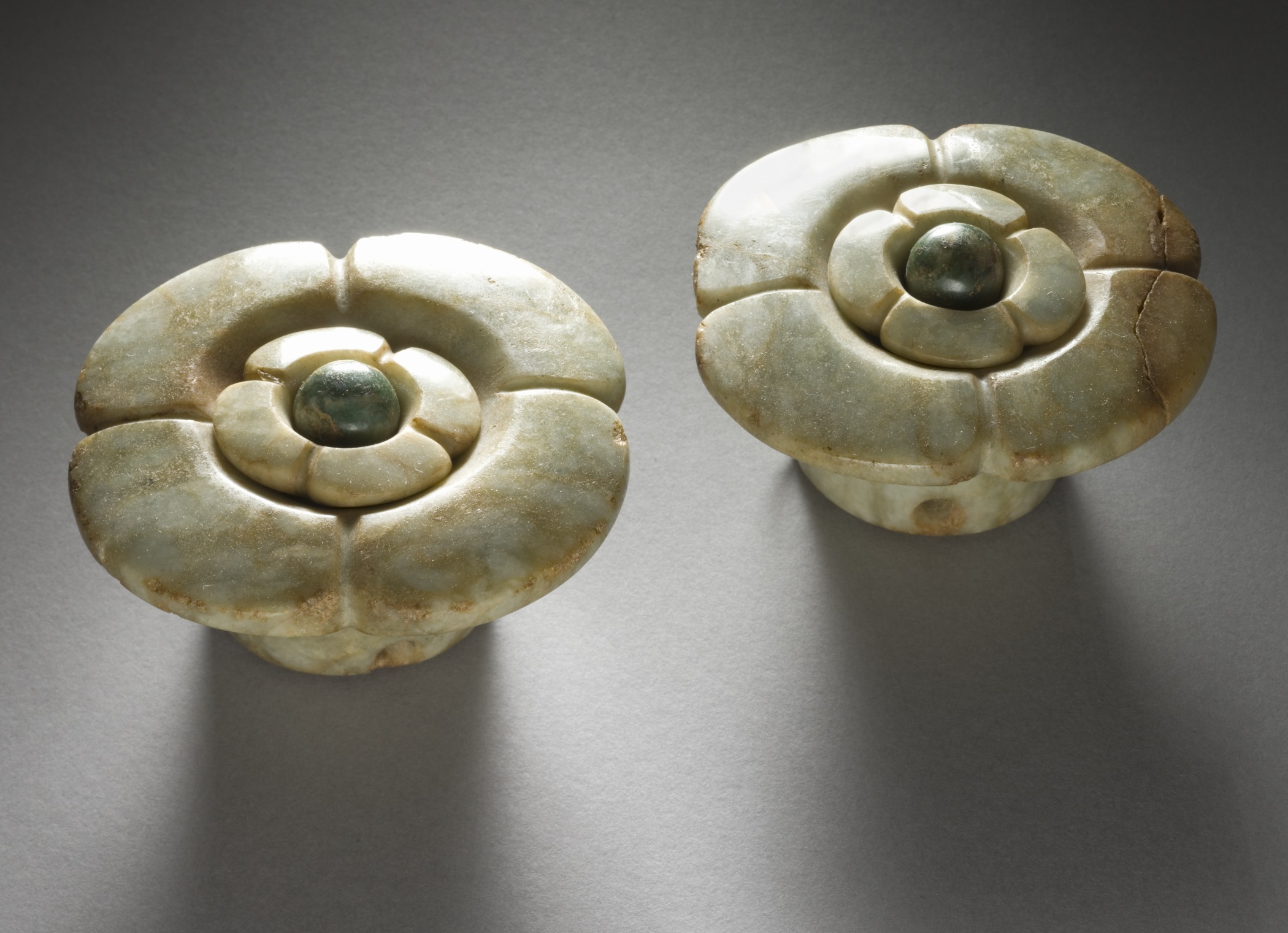
Cercei în formă de flori; 550-850; jadeit; diametru: 6,99 cm, adâncime: 3,49 cm; Muzeul de Artă al Comitatului Los Angeles (SUA)
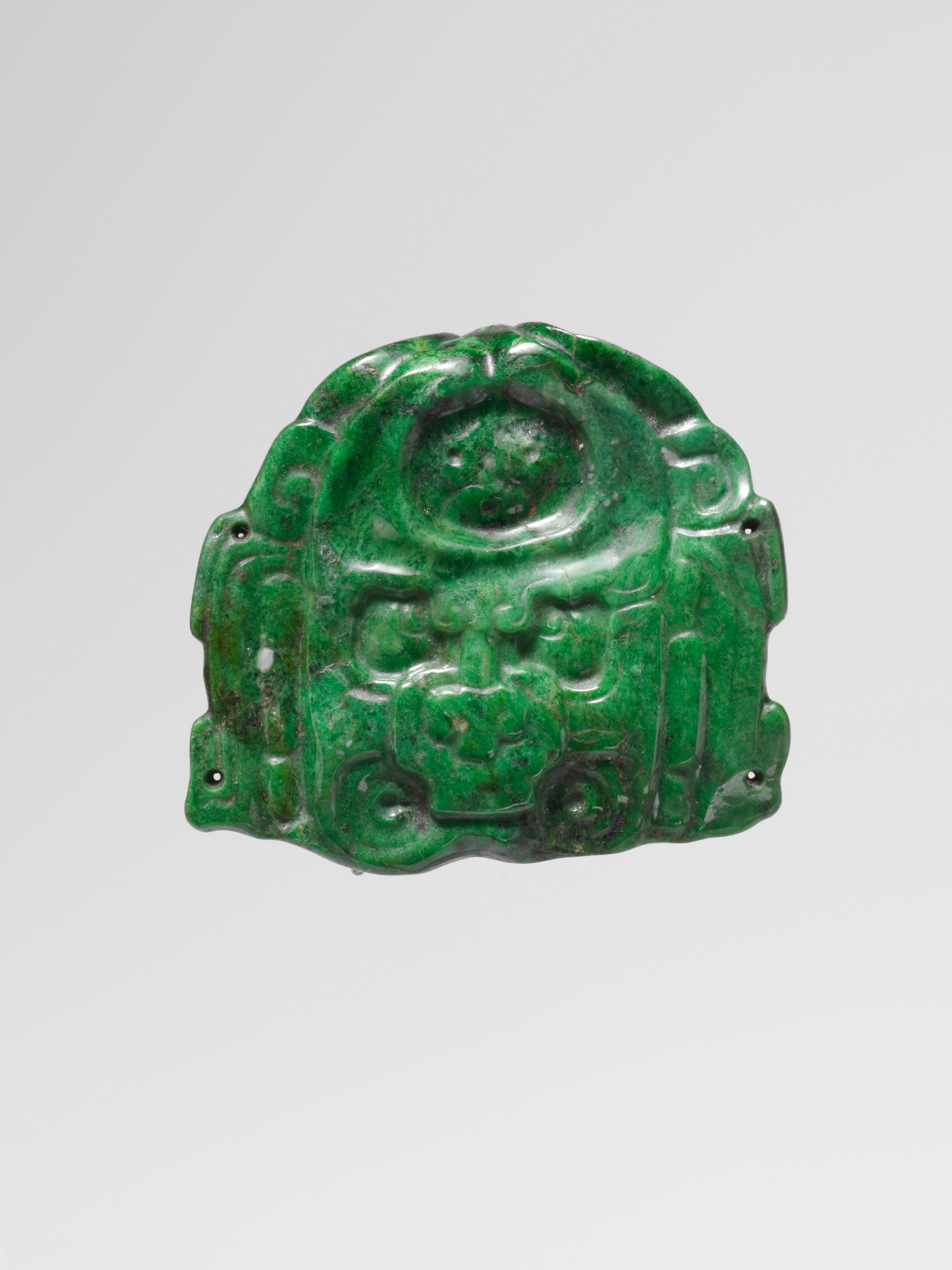
Pandantiv în forma feței unei zeități; secolele al VII-lea-al VIII-lea; jadeit/omfacit ocru de fier; înălțime: 5,7 cm; Muzeul Metropolitan de Artă

## Artele aplicate și decorarea corpului
Arta mayașă de a țese are o vechime cu mult o mie de ani. Fiind o activitate specifică femeilor mayașe, țesutul a intrat în patronajul zeiței Chak Chel, ea având legături cu cadourile și nașterile de copii.

### Haine mayașe

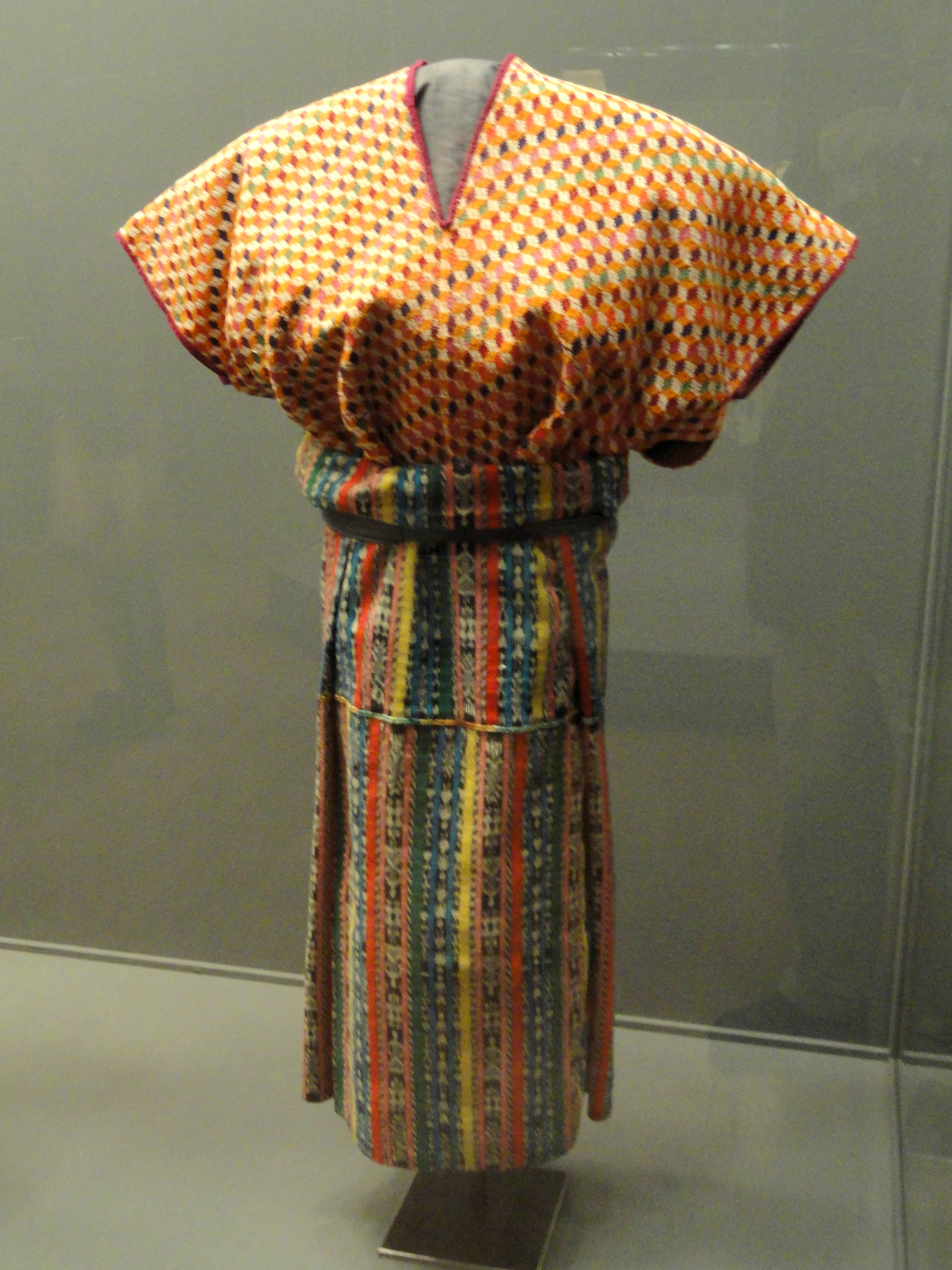
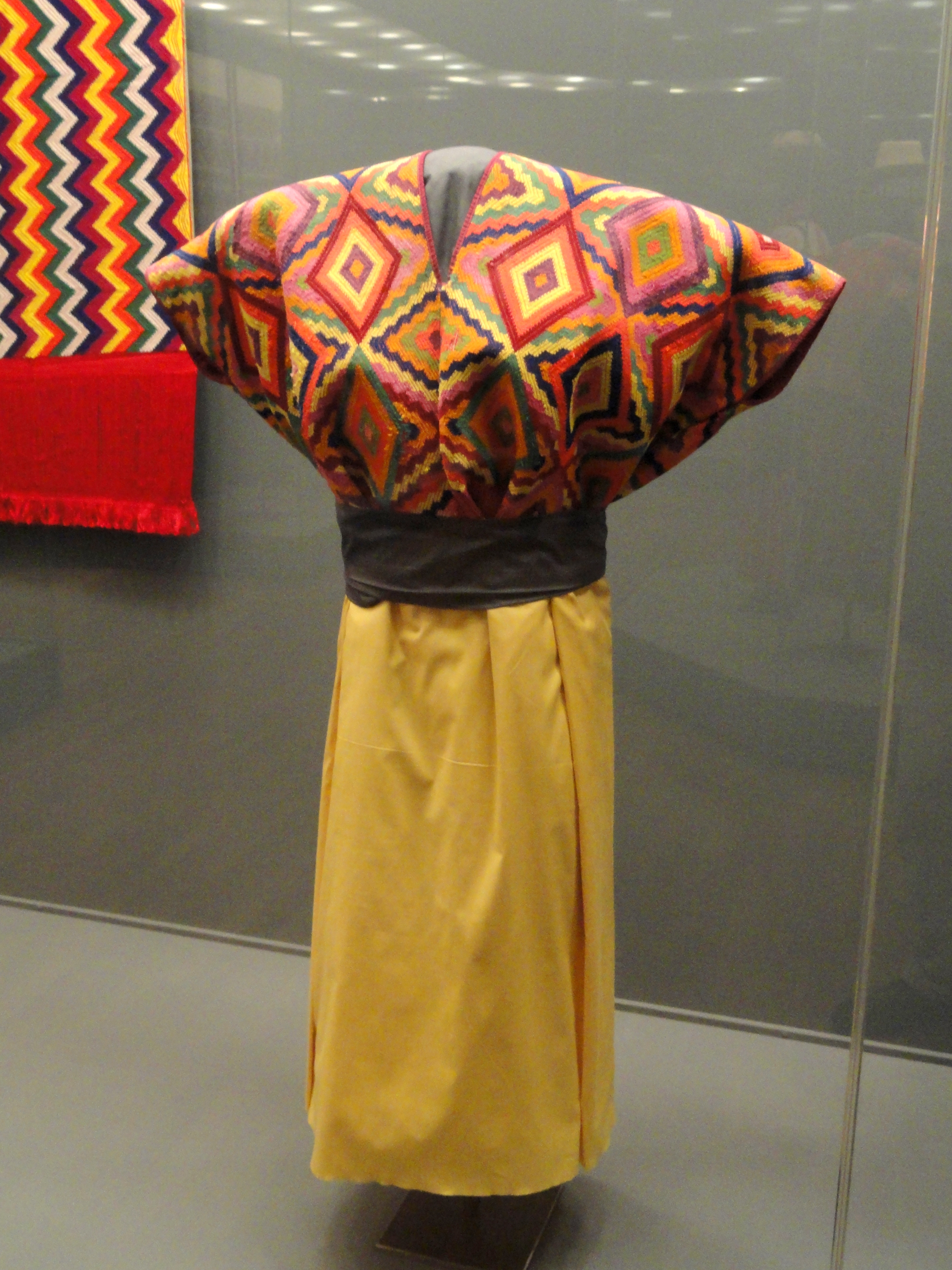
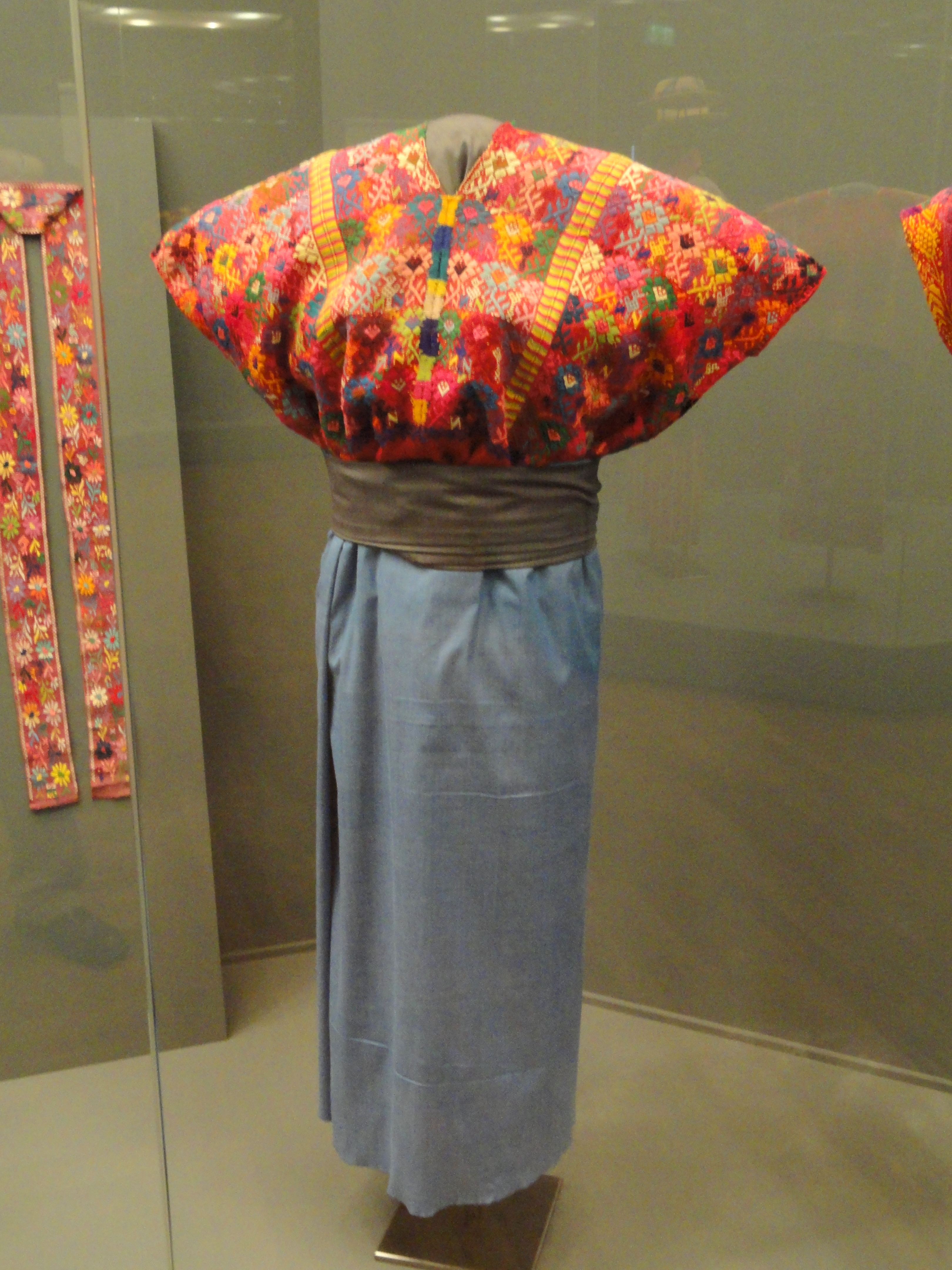
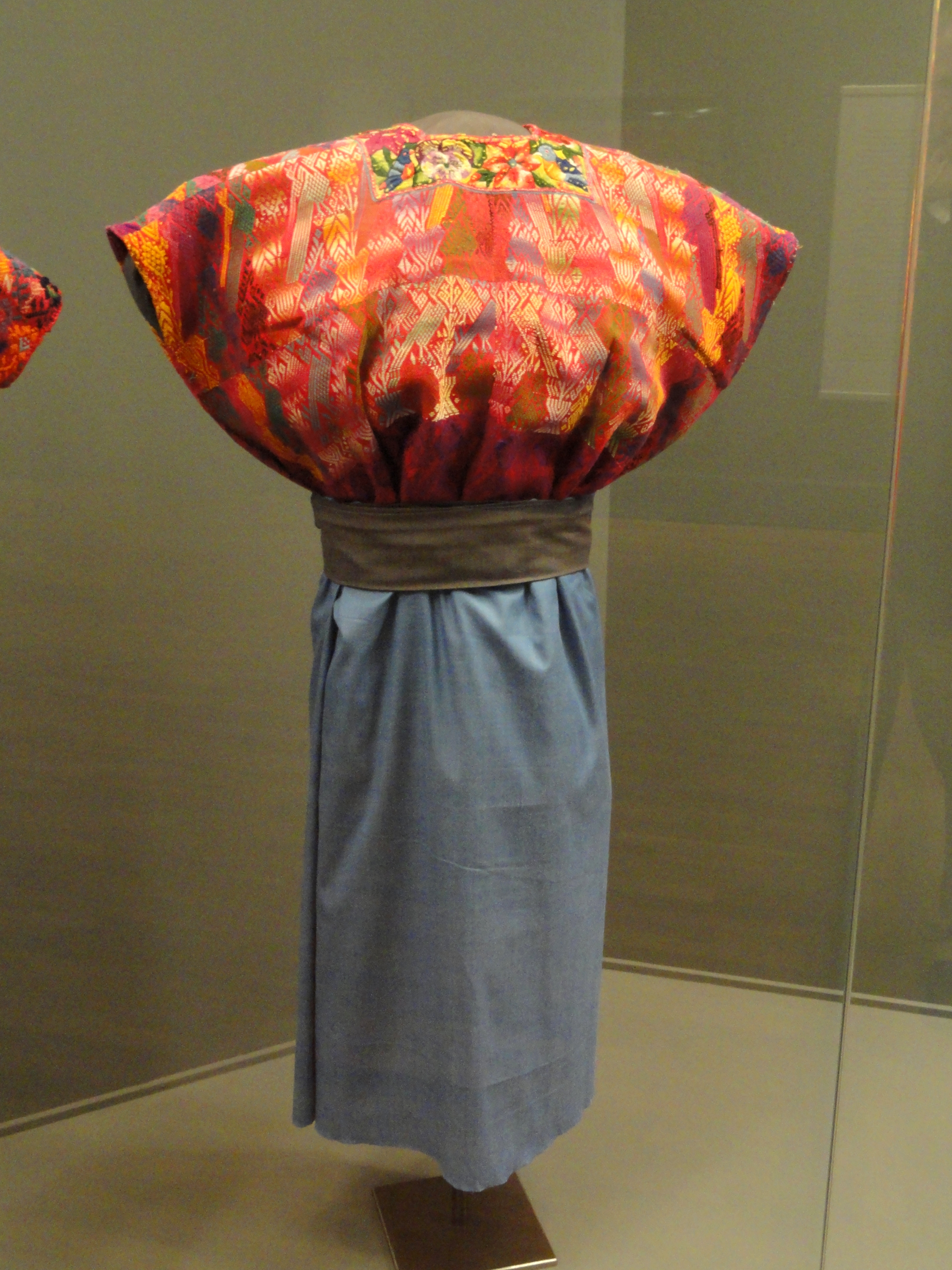

## Muzee

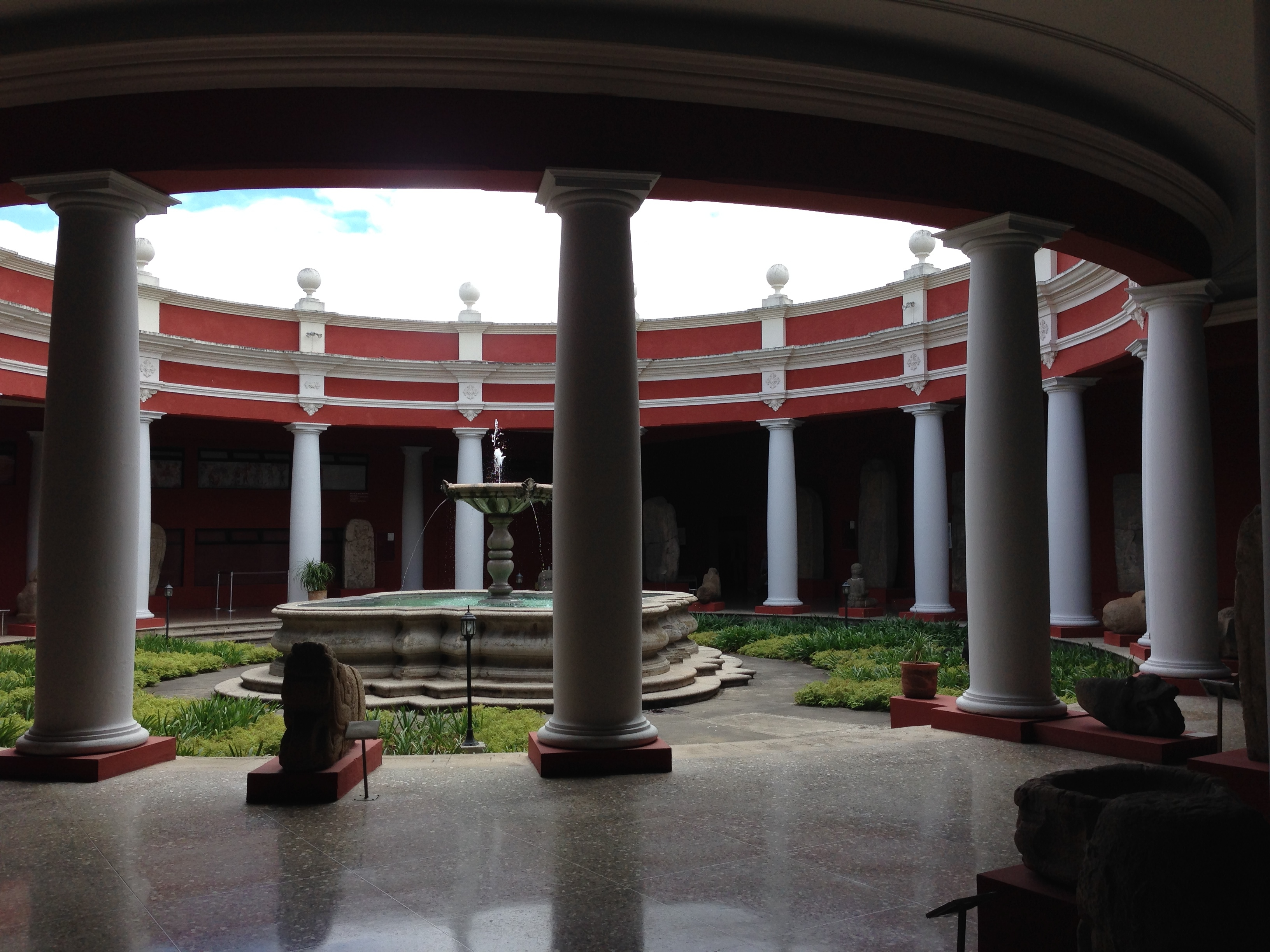
Museo Nacional de Arqueología y Etnología din Ciudad de Guatemala

În lume există multe muzee ce au artefacte mayașe în colecțiile lor. Fundația pentru Promovarea Studiilor Mesoamericane listează peste 250 în baza de date a muzeelor mayașe, iar Asociația Europeană a Mayaliștilor listează doar sub 50 de muzee numai în Europa.